# Séminaire théologique de Westminster

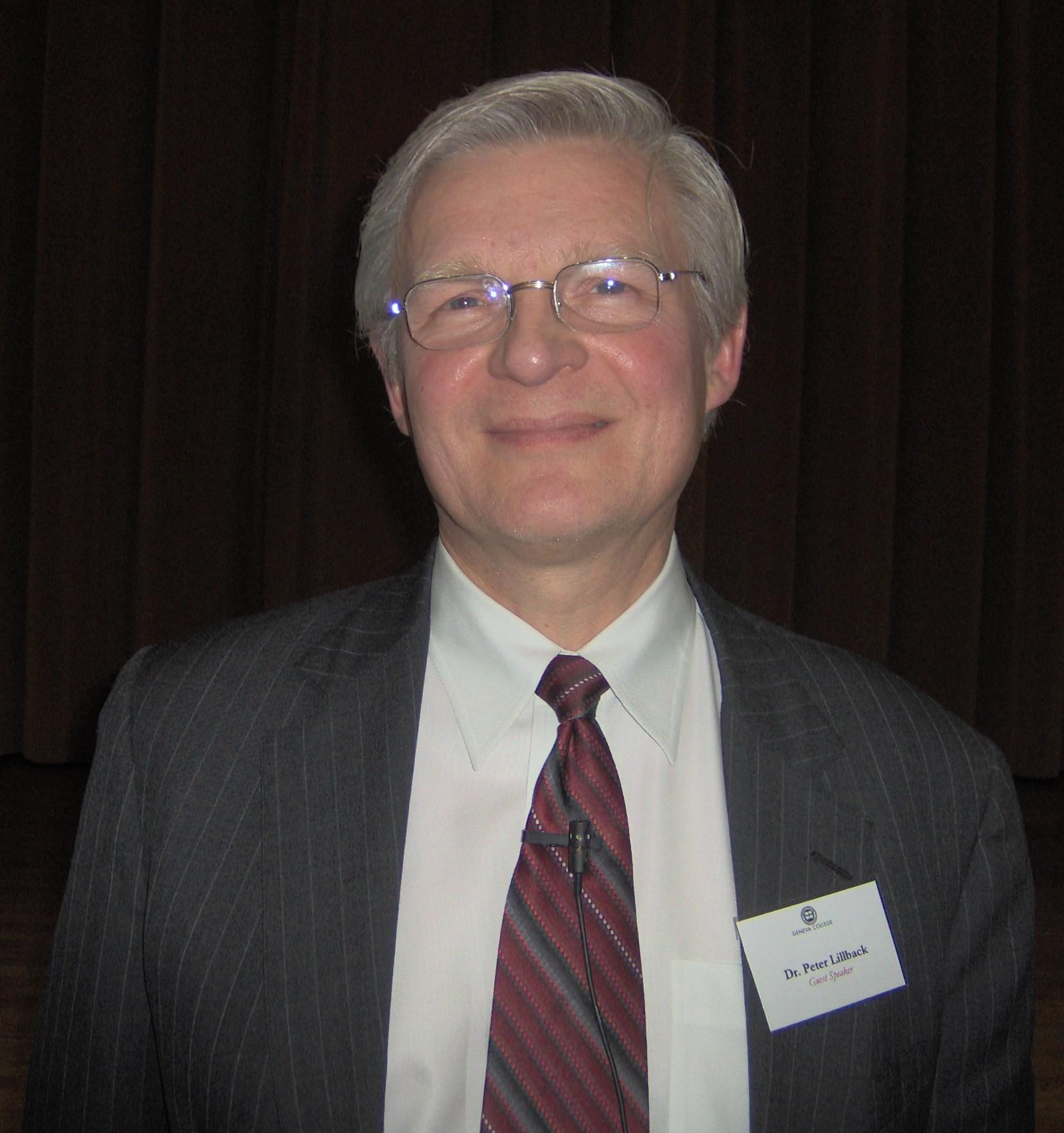
Peter Lillback, président du Séminaire théologique de Westminster

Le Séminaire théologique de Westminster est une institution universitaire privée chrétienne, presbytérienne et réformée diplômante avec un campus situé à Glenside en Pennsylvanie (dans la banlieue de Philadelphie en Pennsylvanie), et à Dallas au Texas, et un programme d'études à New York, et à Londres. En 1982, la branche californienne du séminaire de Westminster devient une institution indépendante, le Séminaire de Westminster Californie.

## Histoire
Le séminaire est fondé en 1929, largement sous la direction de John Gresham Machen, avec la vision de continuer la tradition théologique du Séminaire théologique de Princeton. Constitué comme indépendante, il a une relation proche avec l'Église Presbytérienne Orthodoxe, que Machen fonde en 1936. Le premier président du séminaire est Edmund Clowney, qui sert de 1966 jusqu'en 1984. Il est suivi par George Fuller et Samuel T. Logan. Le président actuel est Peter Lillback, qui sert aussi comme pasteur et chef du groupe chrétien américain connu comme le Providence Forum.
Le séminaire devient une école accréditée en 1986 par l'Association des écoles théologiques des États-Unis et du Canada et reçpot une "accréditation spéciale" en 1954 par la Middle States Association of Colleges and Schools.

## Cursus académique
La formation pastorale est le premier objectif du séminaire ; de plus, Westminster a historiquement donné du prix à ces standards académiques rigoureux, en requérant que les étudiants qui n'arrivent pas à maitriser le grec biblique et l'hébreu biblique passent une année dans chaque langue,
Tous les administrateurs et membres de la faculté doivent affirmer leur accord avec la perspective théologique présentée dans la confession de foi de Westminster et le Grand catéchisme de Westminster et le Petit catéchisme de Westminster, le cœur de la doctrine de nombreuses églises presbytériennes conservatrices.
Les caractéristiques théologiques du séminaire comprennent un attachement à l'apologétique présupposée développée avant tout par Cornelius Van Til, l'approche théologique biblique de Geerhardus Vos, la prédication de la rédemption historique tel qu'enseigné et pratiqué par Edmund Clowney, Timothy J. Keller, et la mission urbaine.
Le domaine du conseil biblique à Westminster est développé en coopération avec la Fondation pour l'éducation et le conseil chrétien (Christian Counseling and Educational Foundation (CCEF)), situé à proximité du campus de Westminster.Les classes de conseil biblique du séminaire sont assurés par le CCEF.
Westminster a une réputation internationale, attirant en gros un tiers de son corps d'étudiants de Corée, et aussi de nombreuses autres pays d'Asie, d'Europe et d'Afrique bien représenté.
Le séminaire propose comme diplôme la maitrise de théologie (cursus long), la maitrise en arts religieux, la maitrise de lettres, la maitrise de théologie, le doctorat en philosophie, et le doctorat en théologie pastorale.
Westminster publie la revue bisannuelle  Journal théologique de Westminster.